# Nora Blanka Vlášková
Nora Blanka Vlášková (9. září 1944 Klatovy – 12. září 1997 Praha) byla česká malířka a grafička.

## Životopis
Narodila se jako Blanka Krýslová, Růženě a Karlu Krýslovi. Její otec, nadšený „nedělní malíř“ zemřel, když jí bylo 10 let. Vystudovala gymnázium v Klatovech (1961) a střední pedagogickou školu v Sušici (1962). Navštěvovala Lidovou akademii v Karlových Varech (1963–1964) prof. Rath. V období dospívání až do sňatku si vedla deník, kam zapisovala a komentovala své zážitky. V roce 1965 se vdala (Viktor Vlášek) a přestěhovala se do Prahy. V letech 1965–1984 s přestávkami (dcery Nora 1969 a Tamara 1974) pracovala jako učitelka v několika mateřských školkách v Praze na Letné. V roce 1983 spojila svůj život s malířem a grafikem J. S. a od roku 1984 se věnovala pouze malování a s tím spojenou výstavní činností. V devadesátých letech vydala desítky grafických listů. V druhé polovině osmdesátých let jí galerijní kontakty přivedly do Francie a Švýcarska, kde vystavovala až do své smrti (1997). Zemřela nečekaně na mozkovou příhodu (aneurizma).

## Tvorba
Charakteristické pro její ranou kreslířskou tvorbu je nostalgie a touha. Olejomalby, které tvoří těžiště od sedmdesátých let se vyznačují niterným zaujetím pro emoce, vyjadřované srozumitelnými symboly v realistické, někdy až snové, zpočátku někdy i neumělé podobě. V osmdesátých a devadesátých letech se malba stává precizní, až s filigránským zpracováním detailu, čemuž napomáhá silná krátkozrakost. Autorka dává přednost malým, komorním formátům, které zpočátku často rozdává přátelům (názvy mnoha výstav to reflektují). Veškerá díla vznikají spontánně, jejich jednotícím prvkem je osobnost autorky a její vztah k životu. V devadesátých letech maluje i větší formáty, z nichž vyzařuje štěstí a osobní pohoda, vrací se i ke kresbě malých formátů.[zdroj?]

## Výstavy

### Samostatné výstavy
- 1980 Divadlo v Nerudovce - Praha
- 1982 Malá galerie Čs. spisovatele - Praha
- 1983 Klub Futurum - Praha
- 1984 Krajská knihovna - Kladno, Zámecká galerie - Hostivice
- 1985 Ústav makromolekulární chemie - Praha, ÚTIA (ČSAV) - Praha, ÚVPS Hodkovičky - Praha
- 1986 Galerie Pro Arte Kasper - Morges, Švýcarsko
- 1987 Dům kultury DP - Praha
- 1988 Chata horské služby - Špindlerův Mlýn
- 1989 Malá zámecká galerie - Teplice
- 1991 Malá galerie Čs. spisovatele - Praha, Galerie Pro Arte Kasper - Morges, Švýcarsko, Galerie Naifs du Monde Entier - Paris, Francie
- 1993 Galerie Ave Art - Šumperk
- 1994 Státní vědecká knihovna, Kladno
- 1995 Galerie Ave Art - Šumperk, Galerie Naifs du Monde Entier - Paris
- 1996 Gradua - Praha
- 1997 Galerie Ave Art - Šumperk, Zámek Žirovnice, Výstavní síň Café Milena - Praha

### Účast na výstavách
- 1980 Salón mladých výtvarníků - Praha, Galerie Karlovka - Praha,
- 1981 Salón mladých výtvarníků - Praha, Galerie Karlovka - Praha, Musée d' Art Naif - Vicq, Francie
- 1982 Salón mladých výtvarníků - Praha, Galerie Karlovka - Praha
- 1983 Salón mladých výtvarníků - Praha, Galerie Karlovka - Praha, Setkání ve Valdštejnské zahradě - Praha, Musée d' Art Naif - Vicq, Francie
- 1984 Salón mladých výtvarníků - Praha, Galerie Karlovka - Praha
- 1985 Salón mladých výtvarníků - Praha, Galerie Karlovka - Praha, Galerie Pro Arte Kasper - Morges, Švýcarsko
- 1986 Salón mladých výtvarníků - Praha, Galerie Karlovka - Praha, Musée d' Art Naif - Vicq, Francie, Halle St. Pierre - Paris, Francie, Galerie Pro Arte Kasper - Morges, Švýcarsko
- 1987 Salón mladých výtvarníků - Praha, Galerie Karlovka - Praha, Galerie Pro Arte Kasper - Morges, Švýcarsko, Mairie du 6. arr. - Paris, Francie
- 1988 Galerie Karlovka - Praha, Galerie Pro Arte Kasper - Morges, Švýcarsko
- 1989 Metrostav - Praha, Rueil Malmaison - hotel de Ville, Francie
- 1990 Jarní salón - Strahov - Praha, ÚVPS Hodkovičky - Praha, Vánoční salón Charitas - Praha, Galerie Pro Arte Kasper - Morges, Švýcarsko
- 1991 Galerie Pro Arte Kasper - Morges, Švýcarsko, Galerie Soleure - Grenchen, Švýcarsko, Musée de l'Athénée - Geneve, Švýcarsko
- 1992 Galerie Pro Arte Kasper - Morges, Švýcarsko, Salon des Independents - Grand Palais, Paris, Francie
- 1993 Karolinum - Praha (Aukce nadace Aurea), Galerie Pro Arte Kasper - Morges, Švýcarsko, Salon des Independents - Grand Palais, Paris, Francie
- 1994 Gradua - Praha, Galerie Pro Arte Kasper - Morges, Švýcarsko, Palazzo Vecchio - Firenze, Itálie
- 1995 Galerie Pro Arte Kasper - Morges, Švýcarsko
- 1997 Galerie Pro Arte Kasper - Morges, Švýcarsko

## Zastoupena
- soukromé sbírky v České republice i v zahraničí, zejména ve Francii a Švýcarsku.